# Očevi osnivači Sjedinjenih Američkih Država
Očevi osnivači Sjedinjenih Američkih Država (eng. Founding Fathers of the United States) je izraz koji se koristi za sjevernoameričke političare i državnike koji su predvodili ključne odluke koje su rezultirale neovisnošću Trinaest kolonija od Britanskog Carstva i njihovom transformacijom u federaciju poznatu danas kao Sjedinjene Američke Države.
Neki američki povjesničari dijele očeve osnivače na Osnivače (eng. Founders) koji su 1776. usvojili su Deklaraciju o neovisnosti i Sastavljače (eng. Framers) koji su na poznatoj Filadelfijskoj konvenciji 1787. donijeli Ustav SAD-a.

## Potpisnici Deklaracije o neovisnosti
| - John Adams - Samuel Adams - Josiah Bartlett - Carter Braxton - Charles Carroll - Samuel Chase - Abraham Clark - George Clymer - William Ellery - William Floyd - Benjamin Franklin - Elbridge Gerry - Button Gwinnett - Lyman Hall - John Hancock - Benjamin Harrison - John Hart - Joseph Hewes - Thomas Heyward, Jr. | - William Hooper - Stephen Hopkins - Francis Hopkinson - Samuel Huntington - Thomas Jefferson - Francis Lightfoot Lee - Richard Henry Lee - Francis Lewis - Philip Livingston - Thomas Lynch, Jr. - Thomas McKean - Arthur Middleton - Lewis Morris - Robert Morris - John Morton - Thomas Nelson, Jr. - William Paca - Robert Treat Paine - John Penn | - George Read - Caesar Rodney - George Ross - Benjamin Rush - Edward Rutledge - Roger Sherman - James Smith - Richard Stockton - Thomas Stone - George Taylor - Matthew Thornton - George Walton - William Whipple - William Williams - James Wilson - John Witherspoon - Oliver Wolcott - George Wythe - Charles Thomson - tajnik Kontinentalnog kongresa (samo je John Hancock potpisao, a Thomson atestirao 4. srpnja) |

## Poslanici Ustavne konvencije

### Poslanici koji su potpisali
| - John Hancock - Abraham Baldwin - Richard Bassett - Gunning Bedford, ml. - John Blair - William Blount - David Brearly - Jacob Broom - Pierce Butler - Daniel Carroll - George Clymer - Jonathan Dayton - John Dickinson - William Few - Thomas Fitzsimons - Benjamin Franklin - Nicholas Gilman - Nathaniel Gorham - Aleksandar Hamilton - Jared Ingersoll - Daniel od sv. Tome Jennifer | - William Samuel Johnson - Rufus King - John Langdon - William Livingston - James Madison - James McHenry - Thomas Mifflin - Guverner Morris - Robert Morris - William Paterson - Charles Cotesworth Pinckney - Charles Pinckney - George Read - John Rutledge - Roger Sherman - Richard Dobbs Spaight - George Washington (predsjednik Konvencije) - Hugh Williamson - James Wilson - William Jackson (tajnik) |  |

### Poslanici koji su napustili Konvenciju i nisu potpisali
| - William Richardson Davie - Oliver Ellsworth - William Houston - John Lansing, ml. - Aleksandar Martin - Luther Martin | - James McClurg - John Francis Mercer - William Pierce - Caleb Strong - George Wythe - Robert Yates |  |

### Poslanici koji su odbili potpisati
| - George Mason - Edmund Randolph - Elbridge Gerry |

## Ostali osnivači
| - Ethan Allen - Richard Bland - George Clinton - Patrick Henry - John Jay - Henry Knox - Henry Lee III - Thomas Sim Lee - Robert R. Livingston - John Marshall, četvrti predsjednik Vrhovnog suda SAD-a. - Philip Mazzei - James Monroe, član Kontinentalnog kongresa i peti predsjednik Sjedinjenih Država, posljednji član "republikanske generacije". - Thomas Paine, kasnije zagovornik Francuske revolucije u knjizi Prava čovjeka, predstavnik Nacionalnog konventa i jedan od tvoraca francuskog ustava. - Peyton Randolph, predsjednik Prvog kontinentalnog kongresa - Dr. William Rickman, prvi ravnatelj bolnica u Kontinentalnoj vojsci. - Gilbert du Motier, markiz de La Fayette, francuski general-major, dobrovoljac u Kontinentalnoj vojsci. - Friedrich Wilhelm von Steuben, pruski general koji je reorganizirao Kontinentalnu vojsku. - Charles Thomson, tajnik Kontinentalnog kongresa 1774.-1789. (tvorac američkog grba) |